# セルゲイ・モニア
セルゲイ・モニア（Sergei Monia）ことセルゲイ・アレクサンドロビッチ・モニア（ロシア語: Сергей Александрович Моня、英語: Sergei Alexandrovich Monia、1983年4月15日 - ）はソビエト連邦ロシア沿ヴォルガ連邦管区サラトフ州サラトフ出身のバスケットボール選手である。ロシア男子プロバスケットボールリーグ1部スーパーリーグのBCヒムキに所属している。205cm、107kg。

## 来歴
1999年よりロシアリーグのKhimik Engels、Avtodor Saratovでプレーし、2002年に強豪PBC CSKAモスクワに移籍。国内タイトルを多く獲得し、ユーロリーグでもプレーした。
2004年のNBAドラフトでポートランド・トレイルブレイザーズにドラフト全体23位指名を受け、翌年契約。シーズン途中、サクラメント・キングスへ移籍。NBAでは26試合平均13分出場3得点にとどまり1シーズンで帰国。
2006年、MBCディナモ・モスクワに入団。2010年からはBCヒムキでプレーしている。

### ロシア代表
ロシア代表として2007年欧州選手権に参加。アンドレイ・キリレンコらとともに優勝に貢献した。
2008年の北京オリンピックや、2010年バスケットボール世界選手権にも出場している。

## プレースタイル
ディフェンスに優れていたが、オフェンスも次第に向上させている。